# Gorf

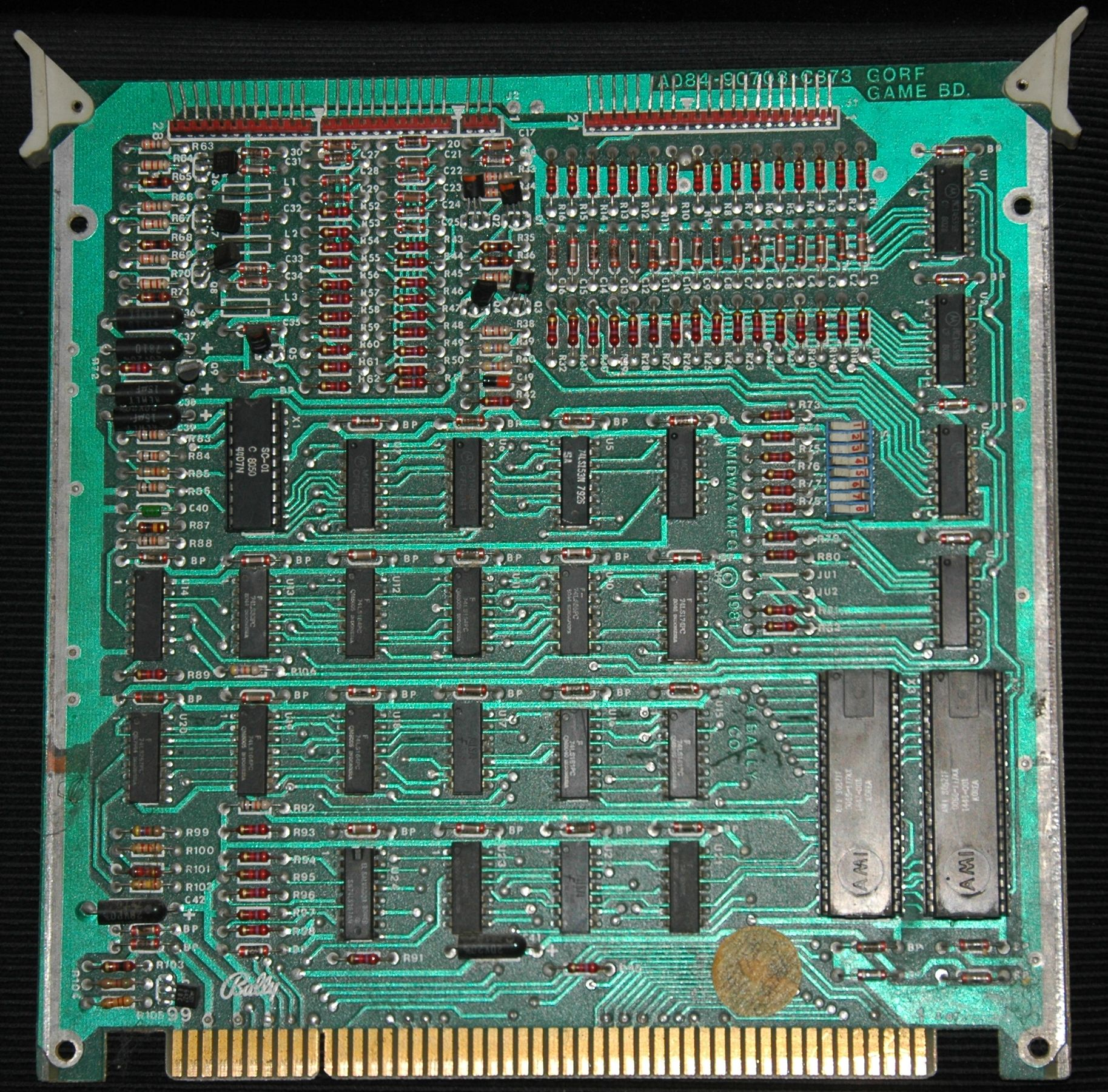
Eine von sechs Platinen der Arcade-Version

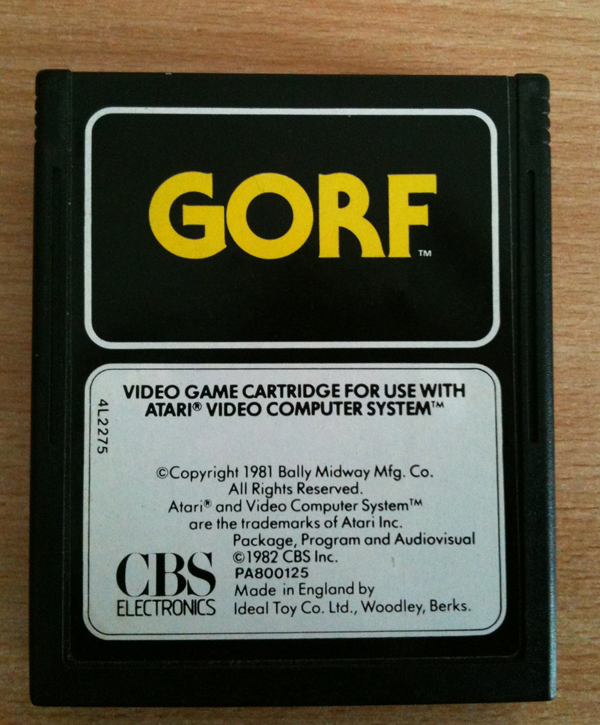
Gorf Steckmodul für den Atari 2600

Gorf ist ein Arcade-Spiel der US-amerikanischen Firma Midway Games, es stammt aus dem Jahre 1981. Der Name des Spiels wurde von der Herstellerfirma als Akronym für "Galactic Orbiting Robot Force" dargestellt. Es ist ein Fixed Shooter mit insgesamt fünf Levels, wobei die einzelnen Levels wie fünf einzelne unterschiedliche Spiele in einem Spiel wirken. Das Spiel war für seine starke Verwendung von synthetischer Sprache im Spielverlauf bekannt, was zu jener Zeit bei dieser Art von Spielen unüblich war.

## Spielbeschreibung
Das Ziel des Spiels ist es, alle Feinde auf dem Bildschirm zu zerstören. Der Spieler kontrolliert dabei ein Raumschiff, das sich nach rechts, links, oben und unten bewegen lässt. Dabei ist die Bewegung in vertikaler Richtung auf das untere Drittel des Bildschirms begrenzt. Das Schiff kann einzelne Schüsse, sogenannte „quark laser“ abfeuern, die langsam den Bildschirm hochlaufen.
Im Gegensatz zu ähnlichen Spielen aus dieser Zeit, in denen der Spieler immer nur einen einzelnen Schuss abgeben kann und erst erneut schießen kann, bis dieser Schuss aus dem Spielfeld verschwunden ist, konnte der Spieler bei Gorf jederzeit erneut schießen. Dadurch verschwand aber der bereits abgeschossene Laserstrahl sofort vom Bildschirm.
Das Spiel ist in fünf verschiedene Missionen aufgeteilt, die jeweils ein abgeschlossenes Minispiel mit eigenen Regeln darstellt. Nachdem der Spieler alle fünf Missionen erfolgreich abgeschlossen hat, wird der Rang des Spielers angehoben und das Spiel beginnt wieder im ersten Level. Das Spiel endet, nachdem alle vorhandenen Leben im Spiel aufgebraucht sind. Der Spieler kann während des Spieles folgende Ränge erreichen:
- Space Cadet
- Space Captain
- Space Colonel
- Space General
- Space Warrior
- Space Avenger.

## Portierungen
Gorf wurde auf die Konsolen Atari 2600, Atari 5200 und ColecoVision portiert. Bei den Homecomputern ist das Spiel auf den Atari-8-bit-Rechnern, dem BBC Micro, Commodore 64 und VC20 im Jahre 1982 erschienen. Wegen Copyright-Problemen wurde der Galaxian-Level von allen Portierungen entfernt. Später wurde das Spiel auch noch auf den Atari Jaguar von einem Hobby-Programmierer portiert. Diese Version wurde aber bald wegen Copyright-Problemen wieder vom Markt genommen.